# 西瓜酮
西瓜酮（英語：watermelon ketone，或Calone）分子式C10H10O3，是一种輝瑞公司在1966年开发的化合物，能影响人的嗅觉，可作为香水成分使用。